# Sv. Julijana Falconieri
Sv. Julijana Falconieri (Giuliana Falconieri) (Firenca, 1270. – u. 19. lipnja 1341.), kršćanska svetica, mantelata ili servitkinja. S petnaest godina čula je propovijed sv. Aleksija Falconierija o sudnjem danu. To ju je odvelo do odluke da postane redovnicom. Umrla je 19. lipnja 1341. godine. Njena je smrt u svezi s euharistijskim čudom. Jako je željela primiti svetu pričest, ali zbog bolesti nije ju mogla primiti. U trenu kad je svećenik prinio hostiju njezinu tijelu, hostija je nestala, a Julijana je u tom trenutku izdahnula. Spomendan: 19. lipnja.